# Bengalia calilungae
Bengalia calilungae este o specie de muște din genul Bengalia, familia Calliphoridae, descrisă de Rueda în anul 1985.
Este endemică în Filipine. Conform Catalogue of Life specia Bengalia calilungae nu are subspecii cunoscute.